# Jan Obořil
Jan Obořil (22. května 1900 Brno – 31. července 1942 koncentrační tábor Mauthausen) byl původním povoláním bankovní úředník a později ředitel banky Slavia. V období protektorátu se zapojil do činnosti ilegální vojenské odbojové organizace Obrana národa. Byl zatčen 17. prosince 1941 a zahynul v koncentračním táboře Mauthausen 31. července 1942.  

## Život

### Rodinný původ, studia, práce
Jan Obořil se narodil 22. května 1900 v Brně do rodiny tiskárenského dělníka Karla Obořila a ošetřovatelky v zemské porodnici Františky Obořilové.
Jan Obořil absolvoval Státní obchodní akademii v Brně, v roce 1929 pracoval jako bankovní úředník a později pak jako ředitel banky Slavia. V Brně v kostele Nanebevzetí Panny Marie na Starém Brně se dne 4. července 1929 oženil s Růženou Obořilovou (rozenou Jelínkovou).

### Odbojová činnost

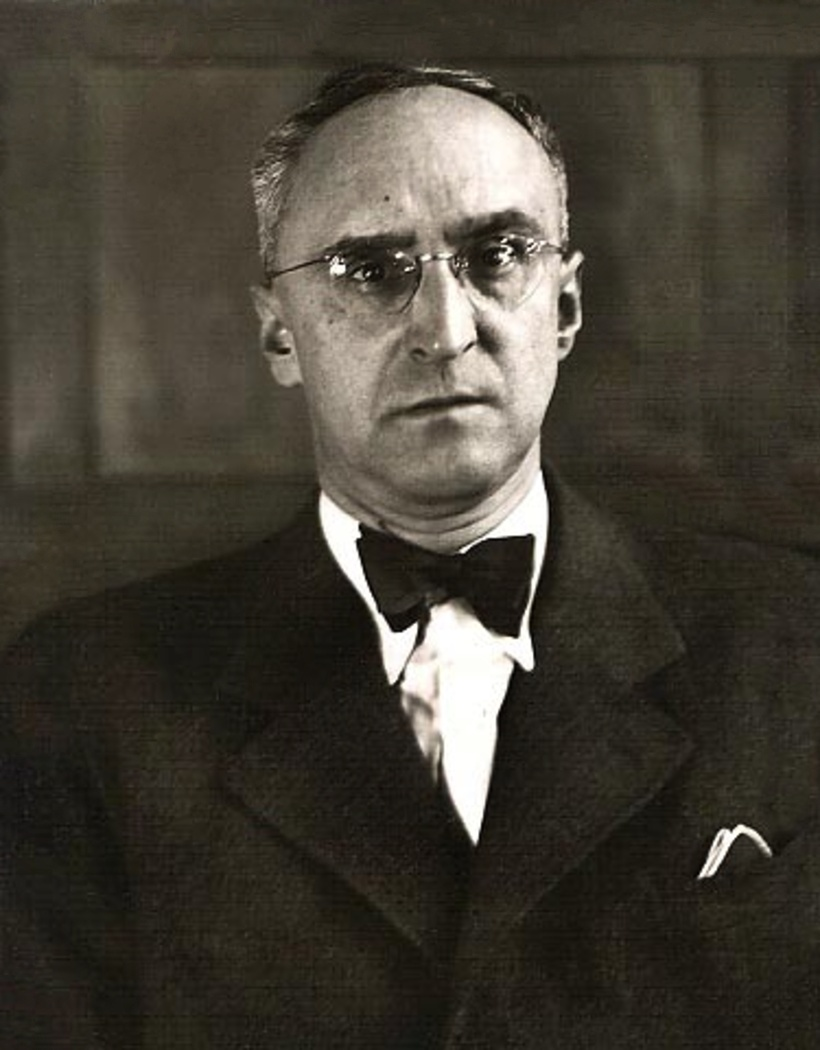
Spolupracovník Jana Obořila v odboji – chemik a pedagog (in memoriam profesor) Dr. tech. Ing. Vladimír Němec

Po vyhlášení Protektorátu Čechy a Morava (po 15. březnu 1939) se Jan Obořil zapojil do domácího protiněmeckého odboje v obnovené ilegální organizaci Obrana národa. Spolupracoval se skupinou v níž byli:
- chemik, pedagog a odbojář (in memoriam profesor) Dr. tech. Ing. Vladimír Němec (v odboji člen moravské sítě Petičního výboru Věrni zůstaneme (PVVZ));
- Dr. Růžička;
- gynekolog a porodník MUDr. Václav Šilhan[p. 4] a
- další.

### Zatčení, věznění, ...
Jan Obořil byl zatčen 17. prosince 1941. Dne 10. ledna 1942 byl stanným soudem odsouzen pro rušení veřejného pořádku a bezpečnosti a za přípravu velezrady k předání do koncentračního tábora Mauthausen. Tam Jan Obořil také 31. července 1942 zemřel. Dne 22. října 1946 byl Janu Obořilovi (in memoriam) udělen Československý válečný kříž 1939 (číslo matriky 33.723).

## Připomínky
- Jeho jméno (Jan Obořil) je uvedeno na pamětní desce věnované obětem okupace z řad zaměstnanců banky Slavia, která se nachází na fasádě domu (vlevo od vchodu) na adrese Moravské náměstí 249/8, 602 00 Brno-město. Původní pamětní deska byla odhalena 16. června 1946 a jejím autorem byl F. Šenk. V průběhu rekonstrukce budovy byla tato pamětní deska v 80. letech 20. století odcizena, ale majitel objektu nechal zhotovit na stejné místo identickou novu desku. Při dalších úpravách objektu (v letech 2000 až 2001) se sice s umístěním pamětní desky nepočítalo, ale v roce 2001 byla deska, po protestech příbuzných odbojářů na desce uvedených, opět na objekt instalována, leč bez jakéhokoliv odpovídajícího architektonického začlenění. Bronzová na šířku orientovaná deska s nepravidelnými okraji a se zdrsněným povrchem (v pravém horním kvadrantu) nese plastický nápis: „Silvestr Dvořáček / Miroslav Had / Otakar Häutler / Emil Koutský  / Jan Obořil / Oldřich Pírek / Antonín Strnad / Antonín Valach / Dr. Jiří Weimann // tito zaměstnanci položili / životy v boji za svobodu 1939 / 1945“.[8][9][10]
- K uctění památky odbojáře Jana Obořila byla 22. září 2019 do chodníku (před vstupem do budovy Pedagogické fakulty Masarykovy univerzity na adrese Poříčí 945/9, 639 00 Brno - Staré Brno) vložena nevyčnívající dlažební kostka (kámen zmizelých) o velikosti 15 x 15 cm s mosaznou cedulkou, která obsahuje násleudjící nápis: „Zde žil / Jan Obořil / nar. 22. 5. 1900 / člen odboje / zatčen 17. 12. 1941 /zavražděn 31. 7. 1942 / v Mauthausenu“.[11][12]